# Barbus nanningsi
Barbus nanningsi är en fiskart som först beskrevs av De Beaufort, 1933.  Barbus nanningsi ingår i släktet Barbus och familjen karpfiskar. IUCN kategoriserar arten globalt som otillräckligt studerad. Inga underarter finns listade.